# Help (a lék)
A Help (a lék) Tóth Lajos 1990-es animációs rövidfilmje.

## Tartalom
A főszereplő unottan áll a jégmező közepén, amikor furcsa zajt hall a lábai körül. Egy fűrészhal léket vág körülötte. Óvatosan kilép a kör közepéből, de akkor…

## Bemutatva
- 1990 – Hirosimai Animációs Film Fesztivál

## Külső hivatkozások
- http://www.lanima.5mp.eu/ Tóth Lajos[halott link]